# Lennart Torstensson
Lennart Torstensson (Forstena, 17 de agosto de 1603 – Estocolmo, 7 de abril de 1651) foi um engenheiro militar, oficial e político sueco. Nasceu no seio de uma família de tradição militar. Seu pai, Torstens  Lennartsson, fora comandante da fortaleza de Elfsborg.

## Início da carreira militar
Torstensson iniciou sua carreira militar aos 15 anos como pajem do rei Gustavo II Adolfo da Suécia. Em julho de 1621 ele partiu na frota  que iria tomar Riga aos poloneses e aumentar as possessões suecas ao longo do mar Báltico. Participou do cerco de Dantzig e  logo sua capacidade intelectual e sua iniciativa  valeriam a atenção do rei.  Em 1624 foi enviado à República Holandesa para aperfeiçoar o ofício das armas com o famoso Maurício de Nassau. Retornou à Suécia em 1626, tornando-se capitão do corpo da guarda. Em 1627, como tenente-coronel, comandava o regimento Nordland.

## Comandante da Artilharia sueca
Em 1629 a Suécia viu-se levada a intervir na Guerra dos Trinta Anos, apoiando os príncipes protestantes do Sacro Império Romano Germânico, ameaçados pelas tropas do imperador e da Liga Católica.
Quando Gustavo Adolfo desembarcou na Pomerânia em 1630, o jovem Lennart já era o comandante da artilharia de campanha sueca, composta então por cerca de 80  peças e que fora objeto de importantes reformas que aumentaram em muito a sua eficiência.
No ano seguinte a Suécia enfrentaria sua primeira grande batalha em Breitenfeld (17.09.1631). Nela, a artilharia de Torstensson teve papel fundamental, mostrando uma mobilidade até então desconhecida.  Foi uma grande vitória sueca.
Na primavera de 1632 Gustavo invadiu a Baviera em perseguição aos exércitos da Liga Católica, comandados por Tilly. Nesta campanha, Torstensson ganhou destaque durante a  travessia do rio Lech. Estando o rio defendido pela tropas de Tilly, Tortensson usou seus canhões  para afastar as forças inimigas da margem oposta e permitir que os suecos, protegidos por uma cortina de fumaça, realizassem a travessia vitoriosa. Tilly, ferido pelo disparo de um dos canhões, faleceu dias depois.
Enquanto isto, um outro comandante católico, Albrecht von Wallenstein, expulsou os   saxões (então aliados da Suécia) da Boêmia e agora ameaçava a retaguarda de Gustavo Adolfo e suas comunicações com o Báltico. Disto resultou a batalha de Alte Veste, bastante indecisa e no curso da qual Torstensson foi capturado (03.09.1631).

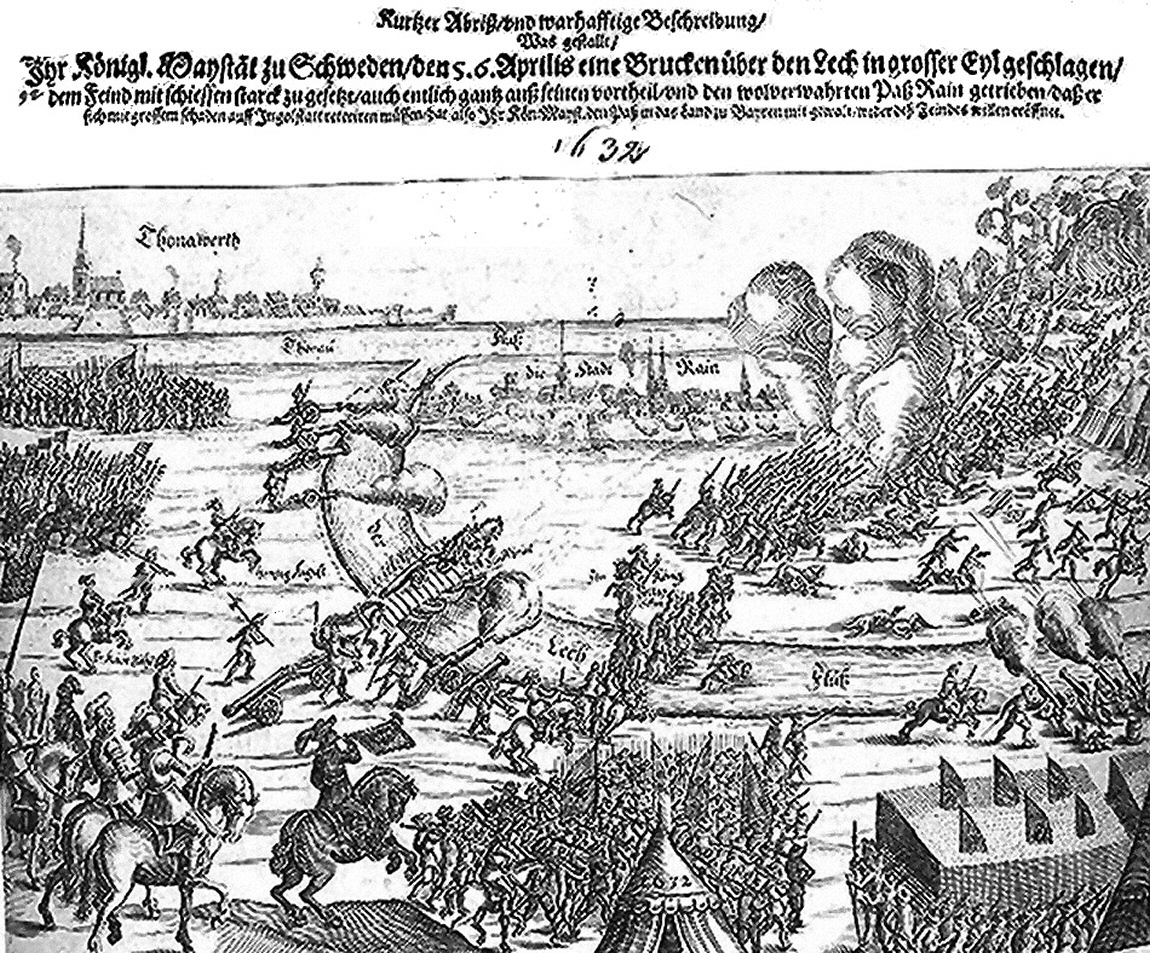
Batalha de Rain

Mantido preso em Ingolstadt, Torstensson não pode participar da batalha de Lützen (16.11.1632), onde  Gustavo Adolfo terminou por encontrar  a  morte. Após cerca de um ano de cárcere, Lennart veio a ser trocado pelo tesoureiro imperial. Contudo,  as más condições da prisão de Ingolstadt afetaram sua saúde, deixando-o fora de ação por mais um ano.
Torstensson regressou às operações sob as ordens de Horn, tendo se destacado na captura de Landsberg. Mas se viu atacado por dolorosas crises de gota e se viu forçado a retornar à Suécia, onde entrou na vida política como senador.  Sua habilidade, porém, seria logo requisitada e ele retornaria à Alemanha levando reforços para um novo comandante sueco.

## Segundo em comando
Mais uma vez de volta à Alemanha, ele iria auxiliar no comando das tropas suecas, então dirigidas pelo habilidoso Johan Banér. Ao lado deste participou da batalha de Wittstock (1636) onde as tropas suecas conseguiram fazer um duplo envolvimento das forças adversárias. Ali, mais uma vez, Torstensson conseguiu tirar o máximo da artilharia sueca, emprestando-lhe rara mobilidade para acompanhar as flutuações do combate.
Torstensson continuou a acompanhar Banér em suas campanhas, tendo participado da vitoriosa batalha de Chemnitz (1639). Mas o agravamento de sua saúde, especialmente devido a dolorosas crises de gota,  o levaram a pedir seu retorno à pátria. Já não podia mais andar a pé ou a cavalo, deslocando-se em geral em liteira. De volta a Estocolmo ele participou por um breve período da vida política do país, até que sobreveio a morte de Banér  (20 de maio de 1641), ao fim de uma desastrosa campanha.

## Generalíssimo
Com a morte de Báner, o chanceler Oxenstierna ofereceu a Torstensson o comando de todas as forças suecas na Alemanha, além do cargo de governador da Pomerânia e o posto de marechal. Embora sua saúde continuasse deficiente, Lennart aceitou o desafio e começou a reunir material e homens para a empreitada. Enquanto isso, na Alemanha, o exército sueco ameaçada dissolver-se em meio a motins causados pela miséria dos soldados e a indisciplina de muitos oficiais de espírito mercenário. Para ajudar o novo comandante o governo tratou de enviar com a rapidez possível o dinheiro requerido pela tropa. Torstensson, por sua vez, partiu para a Alemanha no outono, levando 26 companhias de infantaria e alguns cavaleiros finlandeses. Ele se reuniu às tropas na Westfália no dia 15 de novembro de 1641.
Torstensson pouco a pouco conseguiu restabelecer a disciplina no exército. Resolvido temporariamente o problema financeiro, ele tratou de punir e mesmo enforcar, os oficiais mais insubordinados. Para evitar futuros problemas com a paga dos soldados, ele decidiu que os futuros recrutas não mais teriam direito a soldo. Assim os numerosos camponeses alemães que se alistavam no exército sueco para fugir da fome, receberiam apenas comida, roupas e equipamento, além da perspectiva de participarem dos saques. Assim, o soldo ficou como um direito apenas dos veteranos, cujo número as doenças e a guerra diminuíam diariamente.
Desejando ameaçar Viena e também proteger sua linha de suprimentos até a Pomerânia, Torstensson atravessou o Brandemburgo e atacou de surpresa a Silésia, capturando algumas fortificações. Em seguida, com menos de 20 000 homens, invadiu a Morávia, região que pouco sofrera com a guerra nos últimos anos e, por isto, ainda tinha muitos recursos. Ali ele capturou a cidade fortificada de Olmutz, que ficaria em poder da Suécia até o final da guerra. Seu desejo de marchar em direção à capital da Áustria, contudo, foi frustrado. Os austríacos, comandados pelo arquiduque Leopoldo Guilherme, ameaçaram a retaguarda sueca, desdobrando cerca de 26 000 soldados na Saxônia. Torstensson marchou ao encontro destes e os derrotou na Segunda Batalha de Breitenfeld (23.10.1642).
Em 1643 ele invadiu a Morávia mais uma vez, visando Viena. Contudo, a diplomacia austríaca fez com que a Dinamarca começasse a se preparar para uma guerra contra a Suécia. Torstensson recebeu então ordens do chanceler Axel Gustavsson Oxenstierna para se antecipar ao ataque dinamarquês. Diante disto Torstensson, ainda que contrariado, realizou  uma marcha forçada para o norte e invadiu a Dinamarca em dezembro, sem declaração de guerra. Em pouco tempo a península da Jutlândia foi totalmente ocupada e em 1644 a Dinamarca estava derrotada, a tempo de Torstensson derrotar as tropas imperiais em Jüterbog.
Em 1645 ele ainda tentaria, uma última vez, atacar Viena. Para tanto, derrotou os imperiais na batalha de Jankau (24.02.1645) e marchou até o rio Danúbio. Porém, embora ele tenha conseguido receber ajuda militar vinda de rebeldes da Transilvânia, percebeu que não teria meios logísticos para cercar a capital inimiga. Ademais, parecia perigoso marchar para o leste tendo apenas a cidade de Olmütz como apoio da sua linha de suprimentos. Assim, decidiu cercar a cidade de Brünn. Ali, suas forças foram atingidas por uma epidemia e ele perdeu 8 000 homens. Mais uma vez atingido por crises de gota, Torstensson entregou o comando do exército ao marechal Wrangel em dezembro de 1645 e voltou definitivamente para casa.

## Últimos anos
De volta a Suécia, Lennart Torstensson foi homenageado por diversas maneiras, tendo sido feito conde e governador de algumas províncias. Faleceu em Estocolmo, em abril de 1651.